# باتلاق (ميانة)
باتلاق هي قرية في مقاطعة ميانة، إيران. عدد سكان هذه القرية هو 70 في سنة 2006.